# 한국수학올림피아드
한국수학올림피아드(Korean Mathematical Olympiad, KMO)는 대한수학회에서 주최하는 대회로 1988년부터 시작된 한국의 중/고등학생을 대상으로 매년 열리는 수학경시대회이다.
1988년 시험을 치를 당시에는 고등학생만 시험의 대상이었지만(중학생들은 '고등부' 시험을 봤어야 했다.), 11회 시험부터는 중학생도 '중등부' 자격으로 시험을 칠 수 있게 되었다. 처음에는 1차시험, 2차시험 총 두 차례에 걸쳐서 시험을 치다가, 2003년부터는 옛날의 1차시험, 2차시험이 각각 현재의 2차시험, 3차(또는 최종)시험으로 바뀌었다.
2006년부터 현재까지 1차시험은 천지선다형(주관식) 20문항으로 이루어져 있고, 각 문제의 배점은 4, 5, 6점이다. 만점은 100점이다. 분야는 정수, 대수, 기하, 조합 각 영역 골고루 5문제씩 출제하는 것이 추세이다. 시상은 지역상과 전국상을 나누어서 시상하고, 장려상, 동상, 은상, 금상으로 나누어 준다. 본선에 참가하기 위해서는 지역상/전국상 중 동상 이상인 상이 있어야 한다.(2008년의 바뀐 규정 적용) 1차시험에서 성적이 우수한 학생은 여름학교 입교 자격이 주어진다. 보통 그 해의 5월달에 치른다.
2차시험은 서술형 주관식 8문항으로 이루어져 있으며 각 문제는 7점 만점이다.(총 56점 만점) 오전, 오후로 나누어 치고, 오전 오후 각각 4문제가 주어지고 제한시간은 2시간 30분씩이다. 지역상은 시상을 별도로 하지 않으며 장려상, 동상, 은상, 금상으로 나누어 준다. 2차시험에서 성적이 우수한 학생은 겨울학교 입교 자격이 주어진다. 보통 그 해의 11월달에 치른다. (2012년까지는 그해 여름에 치뤄짐)
최종시험은 서술형 주관식 6문항으로 이루어져 있으며 각 문제 역시 7점 만점이다.
중등부 2차 금상자들 에게도 응시자격이 부여되는 시험이다. (총 42점 만점)
첫째날, 둘째날으로 나누어 치고 첫날 3문제, 다음날 3문제를 각각 4시간 30분의 제한시간을 가지고 문제를 푼다. 최종시험은 겨울학교에 입교한 사람들에게만 응시 자격이 주어진다. 보통 다음 해의 3월달 즈음에 치른다.

## 여름학교와 겨울학교
1차시험 또는 2차시험에서 성적이 우수한 학생은 여름학교나 겨울학교에 입교하게 되는데, 입교대상자는 중등부, 고등부가 분리되어 입교 자격이 주어진다.
현재는 평균적으로 여름학교와 겨울학교 모두 기간이 15일 남짓 된다. 만약 여름학교나 겨울학교를 수료할 시 수료한 뒤에도 '통신강좌'라는 이름의 파일을 받게 되어 추가적으로 공부를 할 수 있다(일반적으로 각 영역별로 2개의 파일이 주어진다). '통신강좌'를 받게 되면 뒤쪽에 첨부된 '금주의 문제'를 지정된 기한 내에 풀어서 제출해야 한다. 통신강좌는 보통 국제 수학 올림피아드 진출자들을 위한 교육 자료로 활용된다.
겨울학교에서 학기 중에 치르게 될 '모의고사'는 국제 수학 올림피아드 진출자를 가려내는데 기준이 된다.

## 최종후보와 교육대상자
최종시험에서 좋은 성적을 거두면 13명으로 구성된 최종후보와 6명의 교육대상자로 선정이 된다. 최종후보에 선정이 되면 IMO 대표가 될 후보권을 가지며, 거기서 또 좋은 성적을 거두면 IMO 대표(6명)로 최종적으로 선발이 된다.

## 국제수학올림피아드 (IMO) 대표가 되기 위한 자격
한국수학올림피아드 2차시험(KMO, 11월), 겨울학교 모의고사(1월), 아시아태평양수학올림피아드(APMO, 3월), 한국수학올림피아드 최종 시험(FKMO, 4월), 이 4가지 시험의 성적을 한국수학올림피아드 위원회에서 정한 가중치를 곱하여 합산한 성적을 기준으로 최종후보학생 13명을 선발한다. 최종후보 13명은 5월부터 7∼8주간 선발하게 된다.
- 아시아 태평양 수학 올림피아드
- 국제수학올림피아드